# Авнер, Деннис
Де́ннис А́внер (англ. Dennis Avner; 27 августа 1958, Флинт, США — 5 ноября 2012, Тонопа, Невада, США) — широко известный как «Человек-кот», хотя сам Деннис предпочитал своё индейское имя «Крадущийся кот» (англ. Stalking Cat). Авнер стал известен тем, что потратил огромное количество средств на модификацию собственного тела, чтобы стать похожим на антропоморфного тигра. Количество проведённых им модификаций является рекордным. На жизнь и очередные модификации Деннис зарабатывал трудом программиста.

## Описание модификаций
Среди модификаций тела, которым подверг себя Деннис Авнер, следующие:
- обширные татуировки, включая лицо;
- модификации линий роста волос;
- пирсинг верхней губы и трансдермальные имплантаты на лбу для облегчения ношения вибрисс;
- подкожные имплантаты на лице для изменения формы бровей, лба и переносицы (также Авнер планировал вставить имплантаты в верхнюю часть головы, чтобы потом закрепить на них стоячие тигриные уши);
- перемещение носовой перегородки для уплощения носа;
- опиливание зубов и установка особых коронок, чтобы придать лицу более «кошачий» вид;
- ношение зелёных контактных линз с вертикальным зрачком «кошачий глаз»;
- заострение верхних частей ушных раковин, оттягивание мочек ушей;
- инъекции силикона в губы, щёки, подбородок и другие части лица;
- рассечение верхней губы надвое.

Авнер сам всегда говорил, что не считал средства, потраченные на модификации собственного тела, хотя в некоторых источниках такие оценки приводятся. Авнер, чьи родители были потомками индейцев племён гурон и лакота, заявлял, что придание себе вида, схожего с собственным тотемом — древняя традиция гуронов. Он взял себе индейское имя и обратился за советом к вождю племени. Тот вдохновил его «следовать по пути тигра», после чего Авнер принялся за манипуляции со своим телом. Он приобрел необычный внешний вид, стал местной знаменитостью и часто ездил по Америке для участия в интервью и фотосессиях. В частности, он появился на «Шоу Ларри Кинга» и телеканале Animal Planet. Многие из модификаций тела Авнера были выполнены художником Стивом Хэвортом из Аризоны. Первым художником, в 1985 году начавшим работать над большой татуировкой на лице Авнера, был Ларри Хэнкс из Сан-Диего.

## Этические вопросы
Гленн МакГи, директор Центра биоэтики при Медицинском колледже в Олбани (штат Нью-Йорк) сказала об Авнере: «Практика косметической хирургии основана на информированном согласии пациента, которое должно уравновесить имеющиеся риски с получаемыми преимуществами. Бывает, что такое согласие оказывается во вред здоровью пациента. В данном случае пациент пострадал от медицины в интересах традиций своего народа».

## Смерть
Тело Авнера было обнаружено в его доме в Неваде, 5 ноября 2012 года, известие о смерти было обнародовано 13 ноября. О причине смерти официально не сообщалось, однако высказываются предположения о самоубийстве.